# Турчишће
Турчишће је насељено место у саставу општине Домашинец у Међимурској жупанији, Хрватска. До територијалне реорганизације у Хрватској налазило се у саставу старе општине Чаковец.

## Становништво
На попису становништва 2011. године, Турчишће је имало 551 становника.

## Попис1991.
На попису становништва 1991. године, насељено место Турчишће је имало 622 становника, следећег националног састава:
| Попис 1991.‍  | Попис 1991.‍  | Попис 1991.‍ | Попис 1991.‍ | Попис 1991.‍ |
| ------------ | ------------ | ----------- | ----------- | ----------- |
|              |              |             |             |             |
| Хрвати       | Хрвати       |             | 594         | 95,49%      |
| Југословени  | Југословени  |             | 3           | 0,48%       |
| неопредељени | неопредељени |             | 1           | 0,16%       |
| непознато    | непознато    |             | 24          | 3,85%       |
| укупно: 622  |              |             |             |             |